# Irene Dalby
Irene Karine Dalby (* 31. Mai 1971 in Stange) ist eine ehemalige Schwimmerin aus Norwegen.
Ihre stärkste Zeit hatte die Spezialistin über die Mittelstrecken Ende der 1980er und Anfang der 1990er Jahre, als sie bei den Europameisterschaften 1989 über die 800 Meter Freistil die Silbermedaille gewann und 1991 beide Titel über die 400 m und 800 m erringen konnte. Bei den Olympischen Spielen 1992 belegte sie über 800 Meter den fünften Platz. Vier Jahre später in Atlanta konnte sie diese Platzierung wiederholen.
1991 wurde sie mit der Morgenbladet-Goldmedaille geehrt.